# 圣乔治堡 (塔恩省)
圣乔治堡（法語：Labastide-Saint-Georges，法語發音：[labastid sɛ̃ ʒɔʁʒ]）是法国奧克西塔尼大區塔恩省的一个市镇，属于卡斯特尔区。

## 地理
圣乔治堡（43°42'2"N, 1°50'40"E）面积6.23 平方千米，位于法国奧克西塔尼大區塔恩省，该省份为法国南部内陆省份，北起顺时针与阿韦龙省、埃罗省、奥德省、上加龙省和塔恩-加龙省接壤。
与圣乔治堡接壤的市镇（或旧市镇、城区）包括：昂布尔、菲亚克、拉沃尔。

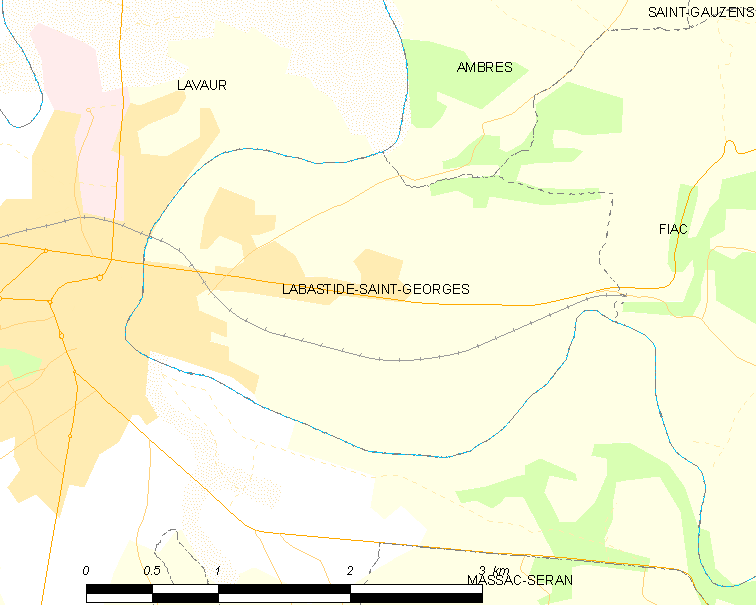
的OSM定位图

圣乔治堡的时区为UTC+01:00、UTC+02:00（夏令时）。

## 行政
圣乔治堡的邮政编码为81500，INSEE市镇编码为81116。

## 政治
圣乔治堡所属的省级选区为拉沃尔-科卡涅县。

## 人口

1962-2008年间人口变化图示

圣乔治堡于2022年1月1日时的人口数量为1985人。